# Géographie culturelle
La géographie culturelle est la branche de la géographie humaine qui s'intéresse aux rapports entre les sociétés, les groupes et leurs environnements : à ce titre elle est apparentée à l'anthropologie et à la géonomie[Quoi ?].
Elle est apparue à la fin du XIXe siècle, et l'on distingue en général trois grandes écoles de géographie culturelle : 
- aux États-Unis, l'école de Berkeley et Carl Sauer ;
- en Allemagne celle de Friedrich Ratzel ;
- en France, celle de Vidal de la Blache puis de Pierre Gourou, incluant le « tropicalisme ».

La géographie culturelle étudie les idéologies, les croyances (via la géographie religieuse par exemple), les pratiques culturelles des populations ou civilisations mais surtout les liens qui unissent population et paysage, ce qui fait lien entre ces deux univers, par exemple pourquoi une société s'est implantée à tel endroit, pourquoi a-t-elle disparu, quels ont été ou sont ses rapports avec les facteurs environnementaux.

## Grandes étapes

### Les travaux allemands
Friedrich Ratzel est à l'origine de la géographie culturelle, terme qu'il emploie en 1882. Il s'attache à trouver les causes géographiques de la répartition des hommes sur la Terre. Il étudie aussi l'influence de la nature sur les corps et l'esprit des hommes. Dans une vision hiérarchisée selon leurs pratiques agricoles et de transport, il crée deux catégories : les Kulturvölker « en haut de l'échelle » et les Naturvölker : les autres. L'État est l'instrument essentiel dont disposent les peuples pour régir leur rapport à l'espace. Il expose que les faits de la culture sont importants car ils prennent en compte les moyens de tirer profit de l'environnement et les techniques mises en place pour faciliter le développement. Son étude géographique de la culture se base sur les artefacts utilisés par les hommes pour maîtriser leur environnement.
Otto Schlüter, un autre géographe allemand, crée ce que les autres géographes allemands appellent le Kulturlandschaft ou « paysage culturel », équivalent de « paysage humanisé ». Pour lui, un paysage est modifié par les forces naturelles et par la vie, tout comme par l'action des hommes.
Dès 1910, les travaux des géographes allemands ont mis en place une approche originale des faits de culture. Le darwinisme a influencé la géographie culturelle, car ce courant explique que les géographes ont porté une attention particulière aux outillages techniques mis en œuvre pour maîtriser les milieux, et au rôle majeur que tient l'analyse du paysage. De plus, à l'exception d'Eduard Hahn, ils mettent tous de côté les attitudes et les croyances. Ils démontrent qu'il existe dans le paysage des traits d'origine culturelle fortement structurés et stables.

### Les travaux américains et français
Selon Carl Sauer, la culture permet aux hommes d'agir sur leur milieu. L'école américaine de Berkeley, quant à elle, ne prend en compte que deux éléments qui sont la manière dont les sociétés modernes ont détruit l'environnement dans lequel elles se sont implantées et l'ensemble des plantes et animaux qui sont autour d'elles.
Parmi les géographes français, on peut compter Vidal de la Blache. Il observe l'ensemble des techniques et outillages qu'emploient les hommes pour modifier le cadre dans lequel ils vivent pour l'améliorer, en le rendant adéquat à leurs nécessités et l'exploiter. Il s'intéresse à l'analyse des genres de vie qui démontre que l'élaboration des paysages reflète l'organisation sociale du travail. Un changement a eu lieu au début des années 1930, en France, grâce à Marc Bloch, qui a découvert les travaux sur les structures agraires au cours du séjour qu'il a effectué à Leipzig en 1906. Son ouvrage sur Les caractères originaux de l'histoire rurale française (1931) recense les grands types de paysages agraires français et tente d'en expliquer la genèse à travers la reconstitution de l'histoire du monde rural français, en particulier au Moyen Âge.

### Approfondissements
Pierre Gourou, un vidalien, déclare que les genres de vie  ne traduisent pas seulement l'effort d'adaptation des groupes aux milieux locaux, ils reposent sur des formes spécifiques de relations entre les individus et entre les cellules élémentaires. La culture cesse de s'analyser simplement en termes de relation homme/milieu. La culture transcende les limites des milieux naturels.
Les géographes qui se soucient des réalités culturelles accordent une attention croissante aux faits religieux.

### Crise et renouveau
La géographie culturelle est en déclin car les faits de culture technique cessent d'expliquer la diversité des distributions humaines. Cette géographie se voit être remise en cause après la Seconde Guerre mondiale, car pour Pierre George et Maximilien Sorre, les méthodes de description utilisées par cette discipline ne peut s'appliquer aux sociétés modernes. Les sociétés à genre de vie disparaissent partout dans le monde. Cela condamne, semble-t-il, les recherches de géographie culturelle.
Cependant il y a un renouveau de la géographie culturelle qui se retrouve dans l'attention accordée aux faits de représentation, aux lieux et à la manière de les nommer, aux systèmes et codes sémiotiques ou aux paysages. On trouve un tournant majeur : les études consacrées aux politiques de la culture (= cultural policy). L'approche actuelle s'attache au sens que les hommes donnent au cosmos. Le monde dans lequel vivent les groupes sociaux reflète la manière dont les  êtres humains se projettent dans le futur.

## Thématiques en géographie culturelle
La culture est une réalité changeante, chaque personne a une culture propre en fonction de l'époque et du lieu à laquelle elle vit et de l'itinéraire qu'elle parcourt, de plus l'expérience permet d'enrichir et d'adapter ce dont elle a hérité. Les processus de transmission et de ré-interprétation tendent à différencier les formes de la culture puis les individus qui composent une société ne suivant pas les mêmes trajectoires. La géographie culturelle présente donc plusieurs thématiques, ici nous nous intéresserons à deux thématiques précises et majeures dans ce courant géographique : les aires culturelles et le rapport entre culture et technique.

### Aires culturelles
Les aires culturelles désignent les ensembles qui résultent d'une manière quasi mécanique, de la mobilité des hommes, des informations et des biens. Les étendues des aires dépendent des obstacles que rencontre la communication, c’est-à-dire le fait que la distance gêne l'acheminement des informations, et que les échanges s'arrêtent souvent aux bornes des aires où les mêmes conventions de communication sont employées, les limites linguistiques par exemple.
La culture peut être définie en trois points : dans la mesure où les cultures ne sont que des ensembles de traits autonomes et indépendants les uns des autres, la distance suffit à expliquer les faits de distribution : la diffusion tend à créer autant d'aires et de limites qu'il y a eu de foyers d'innovation ; comme les civilisations n'utilisent pas toutes les mêmes codes, leurs traits culturels spécifiques s'arrêtent souvent sur les lignes où changent les langues et les systèmes de signes ; comme la construction du moi et la vigueur des sentiments d'identité rendent impossible l'adoption de nombre d'attitudes, de croyances ou d'habitudes, des cultures peuvent cohabiter dans les mêmes lieux, s'interpénétrer et se chevaucher sans perdre leurs spécificités.
De plus, les configurations culturelles ne sont pas figées. Il y a des moments où les valeurs jusque-là acceptées sont critiquées parce qu'elles ne répondent plus aux impératifs de la vie économique ou aux nécessités de la vie de relation : les techniques ont changé. En outre, les stratégies qui se développent dans les situations multiculturelles ne visent pas toujours à l'intégration individuelle, à l'acculturation de masse ou à la protection des identités en présence. La diversité culturelle du monde résultait donc de la coexistence de groupes qui ne vivaient pas le monde au même rythme parce qu'ils ne maîtrisaient pas les mêmes techniques et avaient des manières spécifiques d'exprimer leur religiosité. Mais, la révolution des communications multiplie les contacts et précipite dans la modernité des groupes qui avaient jusque-là refusé de s' y associer. Le choc est redoutable : il explique que les problèmes du monde actuel se posent surtout en termes de culture.

### Rapport entre technique et culture
L'étendue à laquelle s'intéressent les géographes n'est pas la surface abstraite de la carte : elle est faite de milieux de vie avec lesquels les hommes entretiennent de nécessaires relations écologiques. L'environnement n'a d'existence sociale qu'à travers la manière dont les groupes humains le conçoivent, l'analysent et perçoivent ses possibilités, et qu'à travers les techniques qui leur permettent d'en tirer parti : la médiation technologique est essentielle dans les rapports des groupes humains au monde qui les entoure. Nous allons donc examiner le rapport entre technique et culture.
Tout d’abord, l’évolution des systèmes technologiques vient du progrès des matériaux. Les possibilités d'agir et de transformer le milieu changent lorsqu'on dispose d'outils. Ceux-ci ne deviennent cependant réellement performants que lorsqu'ils mettent en œuvre des matériaux résistants et plus durs que ceux qu'il convient d'attaquer. Puis, cela passe par le rôle de la mécanisation. L'outil et la machine sont faits pour des opérations répétitives. Leur utilisation est d'autant plus facile qu'ils sont employés dans des conditions plus constantes : ils appellent la standardisation. L'automatisation apparaît. Les besoins de main d'œuvre diminuent.
D’autre part, l’évolution passe aussi par les techniques de transport. Tant que les transports sont difficiles, les groupes humains doivent produire sur place tout ce dont il a besoin. Cela les oblige à exploiter des ressources médiocres, à cultiver des plantes dans des conditions climatiques limites et à se contenter d'outils ou de machines peu performantes. Les transports ont évolué sous l'impact de deux facteurs : la mobilisation d'énergies extérieures à l'homme, animaux sur terre et force du vent sur mer, dans un premier temps, motorisation au moment de la révolution industrielle ; et l'utilisation de la roue, qui réduit considérablement l'énergie requise pour les déplacements terrestres. Enfin, la géographie traditionnelle des techniques est diverse par bien des aspects : les formes d'outils ou d'objets imaginées. La diversité de l'univers instrumental et des objets auxquels il donne naissance résulte aussi de la multiplicité des matières premières utilisées. La diversité des techniques cède devant le progrès : la facilité des transports rend aujourd'hui les matières premières plus mobiles et permet d'écouler plus loin les objets fabriqués.

## Place de la géographie culturelle aujourd’hui

### Réflexion théorique actuelle
La culture recouvre l’ensemble de ce que nous avons acquis au cours de notre existence, soit qu’il nous ait été transmis par l’éducation ou l’imitation directe de nos aînés, soit que nous l’ayons bâti à partir de notre expérience ou de nos réflexions. La part reçue est prédominante mais non exclusive, ce qui explique que le contenu des cultures change. La transmission de ces éléments dépend des facilités de communication : tant que la pratique de l'oral est totale, l’accumulation des savoirs se fait sur des espaces très réduits ; dès que l’écriture est inventée, les conditions de transmission se modifient : au contraire des gestes, les attitudes et règles du jeu social sont faciles à transcrire et transmettre au loin.
La naissance des médias modernes bouleverse les conditions de transmission des gestes, des connaissances et des valeurs. On est entré dans l’ère des cultures de masse. La diversité du monde s’efface progressivement, alors qu’on affirme parallèlement le droit à la différence. Les éléments qui se transmettent portent sur trois ensembles de pratiques et de connaissances : les techniques matérielles et les pratiques qui permettent de les mettre en œuvre, les techniques de la vie sociale, les valeurs et préférences qui touchent à la nature du monde, du soi et de la société.
Les approches culturelles soulèvent deux problèmes de fond : 
- Le monde est  d’une extraordinaire diversité de cultures ; n’ont-elles rien en commun ? Sont-elles toutes égales en dignité ? N’y a-t-il pas contradiction à professer son attachement aux idéaux d’égalité, de justice sociale et de liberté individuelle, et à affirmer le droit à la différence ?

- Les idées, les valeurs, les préceptes moraux guident-ils les comportements individuels, ou servent-ils simplement à donner un vernis au jeu des intérêts individuels ou collectifs pour les rendre acceptables ?

### La géographie culturelle dans l'université française
La géographie culturelle a connu une période faste dans les années 1980, dans le domaine universitaire et dans le domaine de la recherche. Marcel Roncayolo est sans doute en France l'un des premiers à en proposer le principe et un programme d'étude, dans sa thèse d'État soutenue en 1981 et publiée en 1996. Cette antériorité et les originalités des orientations présentées sont alors passées inaperçues. C'est dans les années 1990, en réaction à la mondialisation et à l’uniformisation du monde qui est supposée en découler, que les géographes soulignent au contraire la fécondité de cette branche de la géographie pour penser la diversité persistante à l'échelle de la planète. Paul Claval, fonde en 1992 la revue Géographie et cultures, qui depuis lors, défend et illustre les thèmes de la recherche en géographie culturelle. Ce géographe publie en 1995 un manuel fondateur, suivi par l'édition des cours de Joël Bonnemaison en 2000 puis un livre de Jean-Robert Pitte en 2006. Ces fondateurs ont formé une génération de géographes ayant notamment travaillé hors de France, comme Jean-François Staszak, Béatrice Collignon, Myriam Houssay-Holzschuch, Claire Hancock, Valérie Gelézeau, Jérôme Tadié, Catherine Fournet-Guérin. Depuis, quelques années, la revue Géographie et cultures s’attache davantage par des numéros thématiques à développer des points précis en géographie culturelle.